# Carol Gilbert
Carol Gilbert OP (geb. 1947) ist eine US-amerikanische dominikanische Ordensschwester und Atomkraft-Gegnerin.

## Leben
Gilbert wurde 1947 in Traverse City, Michigan geboren. Sie war das älteste von zwei Kindern. Sie wuchs in einer Mittelklasse-Umgebung auf. Im Alter von 18 Jahren, 1965, schloss sie sich den Dominican Sisters of Grand Rapids an. Von 1969 bis 1977 unterrichtete Gilbert Junior High School Students an verschiedenen Schulen rund um Michigan. Dann unterrichtete sie am Alternative Learning Center in Saginaw, Michigan. Nach zehn Jahren Unterricht, 1979, widmete sie ihre Karriere dem Plowshares Movement.
1998 Gilbert und vier andere Demonstranten drangen während der jährlichen Department of Defense Open House and Air Show in die Andrews Air Force Base ein. Die Gruppe hämmerte auf eine B-52 ein und beschmierte das Flugzeug mit dem Eigenblut. Dafür wurde Gilbert 6 Monate in einem Bundesgefängnis inhaftiert. 2000 drang Gilbert zusammen mit zwei anderen Mitgliedern ihrer Kongregation, Sister Jackie Hudson und Sister Ardeth Platte illegal auf der Peterson Air Force Base ein und verspritzten Blut auf ein Kampfflugzeug. Die Gruppe wurde festgenommen und in ein Bundesgefängnis gebracht, bis die Anklage fallen gelassen wurde.
2002 drang dieselbe Gruppe auf einem Minuteman III Missile Silo (Raketenaufbewahrung) in Colorado ein. In weiße Overalls mit der Aufschrift „Citizen Weapon Inspection Team“ (Bürgerliches Waffen-Inspektionsteam) gekleidet, malte die Gruppe mit ihrem eigenen Blut ein Kreuz, schlug auf das Silo und betete. Die Schwestern wurden festgenommen und drei Stunden lang auf dem Boden liegen gelassen. Ihr Protest ging auch in ihre vorgerichtliche Anhörung über. In ihre volle Ordenstracht gekleidet antworteten die Schwestern dem Richter nur mit Nicken. Bei ihrem Prozess gab der vorsitzende Richter Robert E. Blackburn dem Antrag des Staatsanwalts auf „A limine“ statt. Dies verhinderte, dass die Ordensschwestern  argumentieren konnten, dass ihre Aktionen nach internationalem Recht oder aufgrund Handelns auf Befehl (Nürnberger Verteidigung) legal gewesen wären. Sie wurden zu 30 bis 41 Monaten Gefängnis verurteilt. Aufgrund ihres Aktivismus wurden Gilbert und Platte 2005 und 2006 vom Staat Maryland als Terroristen eingestuft. Während ihres Gefängnisaufenthaltes lernte Schwester Carol Gilbert die ebenfalls in einem Bundesgefängnis inhaftierte Martha Stewart kennen.